# Jolando Nuzzi
Jolando Nuzzi (Santeramo in Colle, 2 febbraio 1911 – Nocera Inferiore, 27 dicembre 1986) è stato un vescovo cattolico italiano.

## Biografia

Don Jolando Nuzzi, professore del Seminario arcivescovile di Bari.

Penultimo dei sette figli di Vitantonio e Francesca Cardinale, piccoli commercianti, entrò nel collegio dei Pallottini a Roma, dove frequentò il Liceo-Ginnasio Pontificio Sant'Apollinare, e completò gli studi liceali e teologici presso il Seminario regionale pugliese di Molfetta. Il 25 luglio 1935 fu ordinato sacerdote dall'arcivescovo di Bari e Canosa Marcello Mimmi, che lo chiamò ad insegnare materie letterarie nel seminario arcivescovile di quella città e, dopo due anni, lo designò direttore spirituale dello stesso seminario e assistente diocesano della Gioventù Femminile di Azione Cattolica. Successivamente insegnò per 22 anni presso l'Istituto Magistrale Statale di Bari, fu nominato assistente ecclesiastico della FUCI Femminile, membro del Consiglio Nazionale della FIDAE e assistente della Federazione Italiana tra le Religiose.
Nel 1955 fu nominato ispettore ministeriale per l'insegnamento della religione cattolica nelle scuole statali di ogni ordine e grado dell'Italia meridionale e insulare, senza lasciare l'insegnamento. In quegli anni insegnò infatti presso il liceo classico dell'Istituto Margherita di Bari, all'Istituto Magistrale Borea, alla scuola convitto per infermiere professionali e assistenti sanitarie del Policlinico di Bari e alla Scuola Superiore di Servizio Sociale della stessa città, dove tenne lezioni di deontologia professionale, che sarebbero poi confluite in due volumi. Nel 1957 il presidente della Repubblica lo nominò commendatore e gli conferì la medaglia d'oro dei benemeriti della scuola, della cultura e dell'arte.
Iscritto all'Ordine dei giornalisti come pubblicista, collaborò con La Gazzetta del Mezzogiorno e altre testate giornalistiche. Pubblicò anche diversi articoli su riviste specializzate nell'insegnamento della religione.

## Ministero episcopale
Nel 1957 viene nominato canonico. L'8 agosto 1959 papa Giovanni XXIII lo elesse vescovo titolare di Emmaus e ausiliare del cardinale Marcello Mimmi nella diocesi suburbicaria di Sabina e Poggio Mirteto.
Il 18 ottobre di quell'anno ricevette la consacrazione episcopale dallo stesso cardinale Mimmi, che ai tempi del suo episcopato barese lo aveva ordinato sacerdote. Scelse come motto episcopale «In humilitate veritas et iustitia», virtù richiamate nello stemma tramite le violette, peraltro associabili al suo nome di battesimo.

### Vescovo di Campagna
Nel 1961, sopraggiunta la morte del cardinale Mimmi, fu designato dal Papa vescovo di Campagna. In quel periodo partecipò al Concilio ecumenico Vaticano II.
Durante l'episcopato campagnese promosse l'adeguamento della cattedrale di Santa Maria della Pace alle innovazioni liturgiche conciliari: fece smembrare l'altare maggiore e rimuovere il coro ligneo settecentesco, la cattedra e la balaustra in marmo, quattro altari laterali in marmo policromo e le decorazioni realizzate nel 1890 dal bolognese Rinaldo Casanova. Vendette il tutto ad una banca Svizzera
Durante l'episcopato campagnese fu amministratore apostolico di Nusco e, dal 1968 al 1972, di Amalfi.

### Vescovo di Nocera de' Pagani e di Sarno
Nel 1971 papa Paolo VI lo trasferì alla diocesi di Nocera de' Pagani e nel 1972 gli affidò anche la guida della diocesi di Sarno. Le due diocesi, unite in persona episcopi, il 30 settembre 1986 in forza del decreto Instantibus votis della Congregazione per i Vescovi furono pienamente unite nella diocesi di Nocera Inferiore-Sarno.
 Istituì il consiglio presbiteriale e promosse la Pia Unione Ammalati Cristo Salvezza, l'associazione laicale dei Piccoli Discepoli della Croce in Pagani, e la Casa Serena per la terza età in Angri, l'Istituto di Scienze Religiose.
In occasione del terremoto del 23 novembre 1980, che colpì duramente anche le sue diocesi, coordinò le attività della Caritas diocesana e promosse, negli anni successivi, la riapertura al culto delle numerose chiese danneggiate. A causa dei danni subiti dall'episcopio di Nocera, trasferì la sua residenza a Sarno sino a dicembre 1984.
Morì il 27 dicembre 1986 nel palazzo episcopale di Nocera Inferiore. Le esequie furono celebrate la mattina del 29 dicembre, dall'arcivescovo metropolita e primate di Salerno-Campagna-Acerno mons. Guerino Grimaldi, nella cattedrale di San Prisco a Nocera Inferiore e per sua volontà testamentaria fu sepolto nella chiesa madre di Sant'Erasmo di Formia a Santeramo in Colle in provincia di Bari, dove aveva maturato la propria vocazione sacerdotale.

## Genealogia episcopale e successione apostolica
La genealogia episcopale è:
- Cardinale Scipione Rebiba
- Cardinale Giulio Antonio Santori
- Cardinale Girolamo Bernerio, O.P.
- Arcivescovo Galeazzo Sanvitale
- Cardinale Ludovico Ludovisi
- Cardinale Luigi Caetani
- Cardinale Ulderico Carpegna
- Cardinale Paluzzo Paluzzi Altieri degli Albertoni
- Papa Benedetto XIII
- Papa Benedetto XIV
- Cardinale Enrico Enriquez
- Arcivescovo Manuel Quintano Bonifaz
- Cardinale Buenaventura Córdoba Espinosa de la Cerda
- Cardinale Giuseppe Maria Doria Pamphilj
- Papa Pio VIII
- Papa Pio IX
- Cardinale Alessandro Franchi
- Cardinale Giovanni Simeoni
- Cardinale Vincenzo Vannutelli
- Cardinale Giovanni Battista Nasalli Rocca di Corneliano
- Cardinale Marcello Mimmi
- Vescovo Jolando Nuzzi

La successione apostolica è:
È stato co-consacrante principale di:
- Arcivescovo Michele Mincuzzi (2 ottobre 1966), vescovo titolare di Sinnipsa e ausiliare di Bari e Canosa, vescovo di Ugento-Santa Maria di Leuca; arcivescovo di Lecce.